# Nirsevimab
Nirsevimab es un medicamento indicado en la prevención de la infección por el virus sincitial respiratorio en los lactantes y recién nacidos. Se comercializa con el nombre de Beyfortus. Fue aprobado para uso médico por la Agencia Europea de Medicamentos en noviembre de 2022. Es un anticuerpo monoclonal recombinante humano con actividad contra el virus sincitial respiratorio. Se administra en dosis única por vía intramuscular. Los efectos secundarios más comunes notificados son erupción cutánea, fiebre e hinchazón en el punto de inyección.

## Indicaciones
Está indicado en la prevención de la enfermedad pulmonar grave causada por el virus sincitial respiratorio en niños recién nacidos y lactantes.
La mayor parte de los niños de dos años ya han tenido una infección por el virus sincitial respiratorio, lo que causa entre 160 000 y 600 000 muertes al año a nivel mundial. Se calcula que entre el 25 % y el 40 % de los lactantes y niños presentan  bronquiolitis o neumonía en su primer contacto con el virus.

## Mecanismo de acción

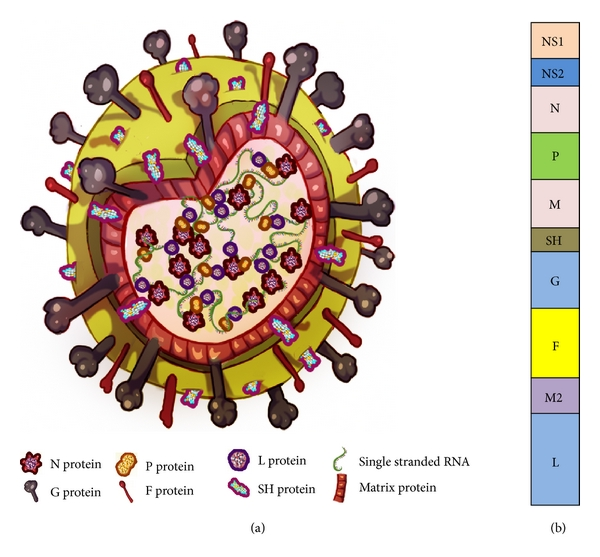
Esquema en el que se representa el virus sincitial respiratorio. Puede observarse la proteína F en la superficie.

El nirsevimab se une de manera específica a la proteína F presente en la superficie del virus, impidiendo de esta forma que penetre en las células humanas. La proteína F, también llamada proteína de fusión, es una glicoproteína que puede encontrarse en dos estados: proteína F prefusión, antes de que el virus infecte la célula, y proteína F posfusión, que es la conformación que adquiere la proteína cuando entra en contacto con la célula humana y facilita la entrada del virus en la célula. 

## Dosis y vía de administración
Se administra mediante inyección única por vía intramuscular. La dosis recomendada es 50 mg para niños de menos de 5 kg de peso y 100 mg para los que tengan 5 kg o más. La concentración máxima en sangre se alcanza por término medio 6 días después de la administración.

## Eliminación
Se comporta como un anticuerpo monoclonal típico, por lo que se elimina mediante catabolismo celular, no existe evidencia de aclaramiento renal o hepático.

## Efectos secundarios
Los efectos secundarios observados con más frecuencia son erupción en la piel en las primeras dos semanas tras la administración del fármaco, fiebre y dolor e hinchazón en el punto de inyección.

## Investigación
Se han realizado diferentes ensayos clínicos para evaluar la eficacia y seguridad del medicamento:
- Evaluación de la eficacia y seguridad del  nirsevimab en niños sanos nacidos a término y prematuros en China (CHIMES).[9]
- Estudio para evaluar la seguridad y eficacia de MEDI8897 para la prevención de infecciones del tracto respiratorio inferior causadas por el virus sincitial respiratorio en niños sanos nacidos a término y prematuros (MELODY). Este ensayo recluto 1490 lactantes, de los cuales 994 fueron asignados al grupo que recibió tratamiento con nirsevimab y 496 al placebo. En los 150 primeros días tras la administración se produjo infección del tracto respiratorio inferior asociada al virus sincitial respiratorio en 12 lactantes (1,2 %) en el grupo de nirsevimab y en 25 lactantes (5,0 %) en el grupo de placebo.[10]
- Evaluación de la eficacia y seguridad del nirsevimab en niños con inmunodeficiencia (MUSIC).[11]